# Muzeum Lotnictwa i Astronautyki Le Bourget
Muzeum Lotnictwa i Astronautyki Le Bourget (fr. Musée de l'Air et de l'Espace) – jedno z najstarszych muzeów lotnictwa na świecie, położone w południowo-wschodniej części lotniska Le Bourget, 10 km na północ od Paryża. 
Cały zbiór 19 595 eksponatów został podzielony na następujące działy:
- 1500–1900
- 1900–1914
- 1914–1918
- 1919–1939
- 1939–1945
- prototypy
- Lotnictwo francuskie
- Astronautyka

Oprócz ekspozycji stałej muzeum udostępnia również wystawy czasowe oraz planetarium.